# IC 2040
IC 2040 est une petite galaxie lenticulaire située dans la constellation de l'Éridan. Sa vitesse par rapport au fond diffus cosmologique est de 1 271 ± 9 km/s, ce qui correspond à une distance de Hubble de 18,8 ± 1,3 Mpc (∼61,3 millions d'al). IC 2040 a été découverte par l'astronome américain Lewis Swift en 1897.
IC 2040 présente une large raie HI.
À ce jour, une mesure non basée sur le décalage vers le rouge (redshift) donne une distance d'environ 10,300 Mpc (∼33,6 millions d'al). Cette valeur est à l'extérieur des valeurs de la distance de Hubble.

## Groupe de NGC 1532
IC 2040 fait partie du groupe de NGC 1532 qui comprend au moins neuf autres galaxies selon A.M. Garcia : IC 2041, NGC 1531, NGC 1532, NGC 1537, ESO 2359-29, ESO 359-31, ESO 420-5, ESO 420-6 et ESO 420-9. Le site « Un Atlas de l'Univers » de Richard Powell mentionne également l'existence de ce groupe, mais il n'y figure que 4 galaxies, soit les trois galaxies du catalogue NGC et ESO 420-9.
Bien que situées dans la même région du ciel, la galaxie ESO 420-5 de la liste de Garcia ne fait certainement pas partie du groupe de NGC 1532, car sa distance est de 111,9 ± 7,8 Mpc (∼365 millions d'al), ce qui la situe bien au-delà des autres galaxies.